# Sherwood Washburn
Sherwood Larned Washburn (Cambridge, 26 de noviembre de 1911- Berkeley, 16 de abril de 2000), conocido como "Sherry", fue un antropólogo físico estadounidense y "una leyenda en el campo". Fue un pionero en el campo de la primatología, iniciando el estudio de los primates en sus hábitats naturales. Su investigación e influencia en el análisis comparativo de los comportamientos de los primates con las teorías de los orígenes humanos establecieron un nuevo rumbo de estudio dentro del campo de la evolución humana. Con la publicación de su artículo The New Physical Anthropology,  en 1951, cambió el campo de la antropología argumentando de manera convincente, que la variación humana era continua y no podía dividirse en razas como entidades discontinuas. 

## Biografía
Nació y creció en Cambridge, Massachusetts, hijo de Henry Bradford Washburn, decano de la Escuela Teológica Episcopal de Cambridge y Edith Buckingham Hall. Era el hermano menor de Henry Bradford Washburn. Durante su juventud, Washburn se interesó mucho por la historia natural y durante las vacaciones escolares trabajó con exhibiciones y colecciones en el Museo de Zoología Comparada de Harvard. Washburn se graduó summa cum laude de la Universidad de Harvard con la licenciatura en Antropología en 1935, seguida de un doctorado en antropología en 1940. Durante algún tiempo, Washburn consideró realizar su doctorado en zoología y, en su primer año en la escuela de posgrado, trabajó como asistente en una expedición zoológica en el sur de Asia, llamada Expedición de primates asiáticos. Como estudiante de posgrado en anatomía comparada, psicología comparada, mecánica de locomoción animal y paleontología su trabajo ayudó a darle forma a una perspectiva multidisciplinaria que culminaría en el estudio de los orígenes evolutivos.
Washburn se casó con Henrietta Pease en 1938 y tuvieron dos hijos, Sherwood "Tuck" y Stan. Posteriormente residieron en Nueva York, Chicago, Illinois y Berkeley, California, donde Sherwood ocupó cargos universitarios. Washburn murió en Berkeley en 2000 a los 88 años.

## Harvard
Washburn ingresó al programa de posgrado de Harvard con la intención de realizar un doctorado en zoología. Luego de que lo indujeran a asistir a un seminario introductorio dirigido por su asesor de primer año y amigo cercano de la familia, Alfred Tozzer, su atención se centró en la antropología . Al encontrar estimulante la mezcla de arqueología, costumbres y evolución humana, se unió al programa de antropología física dirigido por Earnest Hooton, donde pudo incorporar sus cursos de zoología, como anatomía comparada y paleontología, en su enfoque del estudio de la evolución humana. Los estudiantes de doctorado del programa de antropología física de Harvard se vieron obligados a mirar más allá del departamento de antropología para conseguir la formación necesaria, lo que Washburn consideró positivo porque la experiencia le dejó con una profunda apreciación de cuánto más se puede aprender cuando se incorpora al análisis un esfuerzo multidisciplinario.

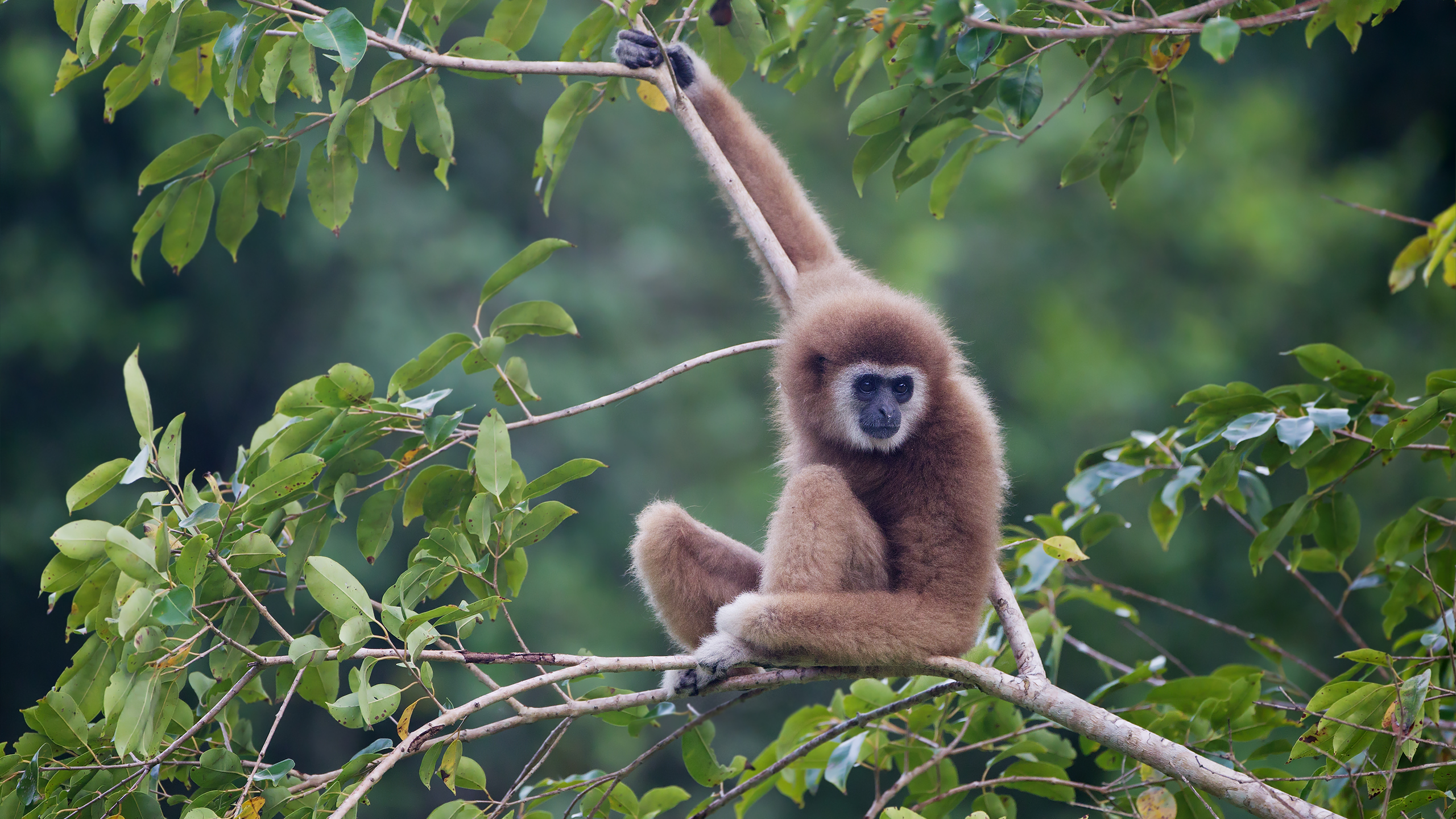
Washburn estudió especímenes de gibon lar (Hylobates iar) en entornos naturales.

Mientras estudiaba su doctorado, Washburn recibió su primera oportunidad de realizar trabajo de campo . Se desempeñó como zoólogo asistente en la expedición de primates asiáticos de 1935-1936 de Harold J. Coolidge. En Malasia ayudó a recolectar especímenes de varias especies de monos colobinos y macacos y del orangután . En Sri Lanka y Tailandia también recolectó especímenes de gibón lar y observó su comportamiento en entornos naturales. Continuó este trabajo en la colección cuando regresó a Harvard, asistido en ocasiones por Gabriel Lasker. Washburn más tarde reconocería las discusiones con Lasker durante este período (1938) como formativas de sus puntos de vista sobre la variabilidad humana. Para Washburn, la variabilidad humana debía entenderse en términos de genética de poblaciones, y no según los términos de tipología racial y constitucional como los tipificó su asesor doctoral, Hooton.  
Su tesis doctoral fue una valoración métrica de proporciones en los esqueletos de macacos y langures adultos. Su doctorado, logrado en 1940, fue el primero del departamento de antropología de Harvard otorgado por un estudio de primates no humanos. 

## Carrera
Al graduarse en Harvard, Washburn aceptó un puesto como profesor asociado de anatomía en el Colegio de Médicos Cirujanos de la Universidad de Columbia, EEUU, donde permaneció durante ocho años. De 1947 a 1958 fue profesor de antropología en la Universidad de Chicago, desempeñándose durante un tiempo como jefe de departamento. Dejó la Universidad de Chicago, para ocupar una cátedra en la Universidad de California, Berkeley, donde permaneció hasta su jubilación en 1979. En 1975, la universidad lo eligió para el cargo de profesor universitario uno de los 35 nombramientos otorgados desde que se creó el puesto por primera vez en 1960. 
Obras publicadas
- Social Life of Early Man, New York, Viking Fund, 1961
- Evolution of a Teacher Annual Review of Anthropology. 1983.
- "The Evolution of Man", Scientific American v239 n3 p194–208 September 1978
- Human evolution: Biosocial perspectives, edited with Elizabeth McCown, Menlo Park, California: Benjamin/Cummings Pub. Co. 1978
- Ape Into Man; A Study of Human Evolution, Boston: Little, Brown. 1973.